# 马尔雪 (萨瓦省)
马尔雪（法語：Marcieux，法語發音：[maʁsjø]）是法国萨瓦省的一个市镇，属于尚贝里区。

## 地理
马尔雪（45°36'47"N, 5°45'45"E）面积4.4 平方千米，位于法国奥弗涅-罗讷-阿尔卑斯大区萨瓦省，该省份为法国东部省份，历史上为薩伏依的一部分，北起上萨瓦省，西接伊泽尔省和安省，南部和东部与上阿尔卑斯省和意大利接壤。
与马尔雪接壤的市镇（或旧市镇、城区）包括：拉莫特塞沃莱克斯、楠斯、诺瓦莱斯、圣皮埃尔达尔韦、韦尔特梅克斯。

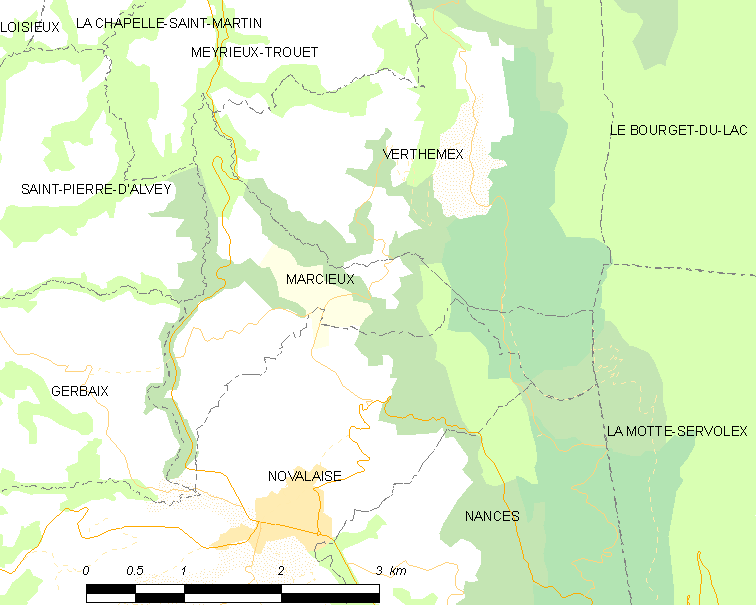
的OSM定位图

马尔雪的时区为UTC+01:00、UTC+02:00（夏令时）。

## 行政
马尔雪的邮政编码为73470，INSEE市镇编码为73152。

## 政治
马尔雪所属的省级选区为萨瓦比热县。

## 人口

1962-2008年间人口变化图示

马尔雪于2022年1月1日时的人口数量为237人。